# Diplomas de Español como Lengua Extranjera

## DELE
Diplomy ze zkoušky ze španělštiny DELE (Diplomas de español DELE) jsou mezinárodně uznávaným oficiálním dokladem, potvrzujícím úroveň znalosti španělštiny. Vydává je španělské Ministerstvo školství a odborného vzdělávání a jeho jménem je předává Instituto Cervantes.
V České republice jsou diplomy DELE oficiálně uznány Ministerstvem školství, mládeže a tělovýchovy ČR.

## SIELE
Kromě zkoušek DELE začal Instituto Cervantes nabízet i mezinárodní zkoušky SIELE. SIELE je služba pro hodnocení a certifikaci španělštiny provozovaná Institutem Cervantes (IC), mexickou unverzitou Universidad Nacional Autónoma de México (UNAM), Univerzitou Salamanca (USAL) a Univerzitou Buenos Aires (UBA). Zkouška SIELE je zaměřena na mezinárodní, nikoli španělskou španělštinu, a výsledek má platnost dva roky.
Je poskytována prostřednictvím obchodní a technologické společnosti Telefónica Educación Digital, která byla vybrána na základě veřejné soutěže.
SIELE je vědomostní zkouškou, která ověřuje úroveň zvládnutí španělského jazyka. Pracuje s bodovou stupnicí shodnou s jazykovými úrovněmi A1, B2, B1, B2 a C1, stanovenými Společným evropským referenčním rámcem (SERR).

## Historie
Původně se jednalo o mezinárodně uznávané zkoušky z klasické španělské španělštiny. Jejich znění připravovala Universidad de Salamanca a ve světě byly distribuovány prostřednictvím velvyslanectví, zastupitelských úřadů a organizace Instituto Cervantes. Původní zkoušky DELE se dělily podle obtížnosti na tři stupně – DELE Inicial, DELE Intermedio a DELE Avanzado. Tyto stupně byly nahrazeny společnou evropskou stupnicí jazykových znalostí A1–C2.